# José Subercase y Jiménez
José Subercase y Jiménez (Madrid, 28 d'agost de 1812 - 27 de maig de 1885) fou un enginyer espanyol, acadèmic de la Reial Acadèmia de Ciències Exactes, Físiques i Naturals.

## Biografia
Era inspector general del Cos d'Enginyers de Camins, Canals i Ports i professor a l'Escola Especial del mateix Cos. Fou nomenat vocal i cap de la secció geogràfica-meteorològica de la comissió del Mapa Geològic d'Espanya i cap de la seva secció geogràfic-meteorològica. El seu pare Joan de Subercase i Kretz, és històricament conegut com qui va proposar en 1844, juntament amb Calixto de Santa Cruz y Ojangoiti, l'ample ferroviari ibèric (1.668 mil·límetres), perquè va concloure que l'orografia escarpada de la península Ibèrica exigia unes vies de resistència provada. Contra el que ell pensava, però, la resta d'estats europeus no van seguir el seu exemple.
En 1848 fou escollit acadèmic de la Reial Acadèmia de Ciències Exactes, Físiques i Naturals, però no en va prendre possessió fins 1862 amb el discurs Leyes que rigen el movimiento y la resistencia de los fluidos. També fou membre de la Real Sociedad Económica Matritense de Amigos del País, de la Societat Meteorològica de França i acadèmic corresponent de la Societat d'Enginyers Austríacs. Fou condecorat amb l'encomanda de l'Orde de Carles III.